# Charles Mix County
Charles Mix County är ett administrativt område i delstaten South Dakota, USA, med 9 129 invånare. Den administrativa huvudorten (county seat) är Lake Andes.

## Geografi
Enligt United States Census Bureau så har countyt en total area på 2 979 km². 2 843 km² av den arean är land och 136 km² är vatten. 

### Angränsande countyn
- Brule County, South Dakota - nord
- Aurora County, South Dakota - nordost
- Douglas County, South Dakota - nordost
- Hutchinson County, South Dakota - öst
- Bon Homme County, South Dakota - öst
- Knox County, Nebraska - sydost
- Boyd County, Nebraska - sydväst
- Gregory County, South Dakota - väst